# 한국통계학회
한국통계학회는 통계학의 연구와 보급, 그리고 교육을 목적으로 1971년 12월 17일에 설립된 대한민국 학술단체이다. 초대회장은 고려대학교 김준보 교수이며 1987년에 사단법인으로 설립인가를 받았고 사무실은 서울시 서초구 서초중앙로 2길 14, DNA 빌딩 4층이다.

## 주요 사업
- 통계학술지 간행: Journal of the Korean Statistical Society, Communications for Statistical Applications and Methods, 응용통계연구
- 통계학회 소식지 발간
- 외국 통계학회와의 교류 및 공동학술대회 개최
- 연 2회 학술논문발표회의 개최
- 학회산하 10개 연구회의 워크샵, 논문발표회
- 학회산하 5개 지회의 워크샵, 논문발표회